# Charles Fourier
François Marie Charles Fourier (Besancon, 7. travnja 1772. – Pariz, 8. listopada 1837.), francuski utopijski socijalist
Provodio je život trgovca, objavljujući rasprave koje ga izvornošću kritičkih nazora izdvajaju iz mnoštva utopista s početka 19. stoljeća. Potkraj života izvršio je velik utjecaj na francusku, europsku pa i američku društvenu i političku misao. 
Fourier u suvremenim društvenim prilikama vidi potpuno nijekanje čovječnosti. Antagonizam čovjeka i društva temeljno je obilježje cjelokupne povijesti. Njegove ideje održale su se u pojedinim aspektima nekih doktrina anarhizma, kooperativnog i sindikalnog pokreta, a može se reći da su anticipirale i određene postavke suvremene industrijske psihologije te sociologije rada. Njegove kritike, uprene protiv egoistične anarhije građanskog društva, protiv cjepkanja vlasništva, njegovo shvaćanje države kao oruđa trgovačke i financijske aristokracije za ugnjetavanje naroda, te shvaćanje građanske demokracije kao "prava jačega", čine ga sastavnim dijelom one društveno-kritičke misli koja je u marksizmu našla svoj praktično-revolucionaran i znanstveni sadržaj. Doktrine sistematizirao je nejgov učenik V. Considerant, a popularizirane su u časopisima Le Phalanstere i La Phalange.
Djela:
- "Teorija četiriju pokreta i općih sudbina",
- "Teorija sveopćeg jedinstva i novi industrijski i društveni svijet".